# 浜野栄次
浜野 栄次（はまの えいじ、1923年〈大正12年〉3月20日 - 1992年〈平成4年〉3月27日）は、日本の写真家、昆虫研究家。

## 経歴
1923年（大正12年）、東京下谷に生まれる。子供の頃から昆虫に興味があり、井之頭にあった平山博物館館長の平山修次郎の教えを受ける。第一東京市立中学校卒、1945年（昭和20年）に明治大学商学部を卒業。
戦後、暮しの手帖社の松本政利に写真を学び、編集長の花森安治の勧めで昆虫写真を専門とすることを志す。1964年（昭和39年）から東南アジア各国を取材で巡り、日本に帰国後は学習雑誌や図鑑などに多くの写真を発表する。特に台湾への訪問は30数次に渡り、その成果は『台湾産蝶類生態大図鑑』としてまとめられた。
1991年（平成3年）、東京の自然を写真で後世に残し、自然環境を守ろうという主旨の東京ネイチャーフォトクラブを設立。
国分寺市泉町に30数年暮らしていたが、1992年（平成4年）に死去した。

## 浜野栄次昆虫コレクション
日本産の蝶・甲虫類を中心に外国産やその他の昆虫の標本も含む、大型標本箱153箱、中型標本箱18箱の計171箱より成るコレクションで、1992年（平成4年）に国分寺市に寄贈された。

## 著書
- 『昆虫生態図鑑 1（チョウ・ガ）』 講談社、1964年、全国書誌番号:45013319
- 『昆虫生態図鑑 2（甲虫ほか）』 講談社、1964年、全国書誌番号:45042132
- 『カラー歳時記 虫』 串田孫一との共著、保育社〈カラーブックス〉、1967年、全国書誌番号:67000782
- 『昆虫という世界』 文：日高敏隆、写真：浜野栄次、朝日新聞社、1973年、全国書誌番号:69003811
- 『昆虫の採集と観察』 国土社〈新版・みつばちぶっくす〉、1975年、全国書誌番号:45000470
- 『かぶとむしだいずかん』 講談社〈カラーワイドずかん〉、1978年、全国書誌番号:78024183
- 『熱帯アジアの昆虫』 白水隆監修、講談社、1978年、NCID BN14682425
- 『かぶとむし・くわがた・せみ・とんぼ』 実業之日本社〈カード式ぼくらの昆虫ずかん〉、1980年、全国書誌番号:21883037
- 『カブトムシ・クワガタ大作戦』 実業之日本社〈こどもポケット百科〉、1981年、全国書誌番号:81046921
- 『かぶとむしとくわがた』 実業之日本社〈こどもポケット百科のものしりずかん〉、1981年、全国書誌番号:81049287
- 『ミツバチのくらし』 岩崎書店〈カラー版自然と科学〉、1982年、全国書誌番号:82032755
- 『かぶとむし』 講談社〈講談社カラー百科〉、1982年、ISBN 4-06-175015-1
- 『こんちゅう大ずかん』 古川晴男監修、講談社〈「おともだち」絵本シリーズ. ポケットカラーずかん〉、1983年、ISBN 4-06-174248-5
- 『ぼくの昆虫記』 実業之日本社〈ノンフィクション読物〉、1985年、ISBN 4-408-36068-6
- 『ギフチョウ : 春にとぶ』 岩崎書店〈カラー版自然と科学〉、1986年、ISBN 4-265-94256-3
- 『台湾産蝶類生態大図鑑』 白水隆監修、講談社、1986年、ISBN 4-06-201166-2
- 『カブトムシ・クワガタ大作戦 新版』 実業之日本社〈ヤング・セレクション〉、1990年、全国書誌番号:90038260
- 『カブトムシ・クワガタ大百科 : 決定版』 実業之日本社〈ヤング・セレクション〉、1991年、全国書誌番号:91060263
- 『カブトムシ・クワガタ大図鑑』 清水潔との共同監修、実業之日本社〈ヤングセレクション〉、1992年、全国書誌番号:92045659